# Jay Township (Pennsylvanie)
Jay Township est un township situé au sud du comté d'Elk, en Pennsylvanie, aux États-Unis,. En 2010, il comptait une population de 2 072 habitants.

## Démographie
Lors du recensement de 2010, le township comptait une population de 2 072 habitants. Elle est estimée, en 2018, à 1 926 habitants.

### Source de la traduction
- (en) Cet article est partiellement ou en totalité issu de l’article de Wikipédia en anglais intitulé « Jay Township, Elk County, Pennsylvania » (voir la liste des auteurs).